# Historia de las ideas estéticas en España
Historia de las ideas estéticas en España (Madrid, 1883-1889) es una de las obras fundamentales de Marcelino Menéndez Pelayo (1856-1912), de la historiografía moderna en general, como historia de las ideas, y de la historiografía de la estética, no española sino occidental, pues en gran medida se ocupa de esta última como preparación de aquella.
La obra, que es resultado del compromiso adquirido por el autor con su maestro, a quien la dedica, Manuel Milá y Fontanals, padre de la estética en España como disciplina moderna, está destinada en último término a fundamentar teóricamente la historia de la literatura española, objeto central del proyecto de Menéndez Pelayo.

## Estructura y significado de la obra
Consta de una introducción acerca de las ideas estéticas griegas, latinas y del cristianismo antiguo; una segunda parte dedicada a las doctrinas producidas hasta finales del siglo XVII; una tercera dedicada al siglo XVIII y una última al siglo XIX.
El arduo plan de investigación que se propone y lleva a cabo Historia de las ideas estéticas en España constituye un completo programa de construcción disciplinaria en su más amplio sentido y, por tanto, modelo del género historiográfico que crea. Es como sigue:
"1º Las disquisiciones metafísicas de los filósofos españoles acerca de la belleza y su idea.
2º Lo que especularon los místicos acerca de la belleza en Dios, considerándola principalmente como objeto amable de donde resulta que no podemos separar siempre en ellos la doctrina de la belleza de la doctrina del amor, que llamaremos, siguiendo a León Hebreo, philographia y que, rigurosamente hablando, corresponde a la filosofía de la voluntad y no a la del entendimiento ni a la de la sensibilidad, que son las facultades que principalmente intervienen en la contemplación y estimación o juicio de lo bello.
3º Las indicaciones acerca del arte en general, esparcidas en nuestros filósofos y en otros autores de muy desemejante índole.
4º Todo lo que contienen de propiamente estético, y no de mecánico y práctico, los tratados de cada una de las artes, verbigracia, las poéticas y las retóricas, los libros de música, de pintura y de arquitectura, etc.
5º Las ideas que los artistas mismos, y principalmente los artistas literarios, han profesado acerca de su arte, exponiéndolas en los prólogos o en el cuerpo mismo de sus libros".
Se trata de una obra, además de extensa, sólidamente constructiva y singularísima. Ello en virtud de múltiples razones que empiezan por el ingente tratamiento de primera mano de una bibliografía amplísima, dispersa, pluridisciplinar y con frecuencia muy compleja, como en el caso especial de su detenida y temprana exposición del Idealismo estético alemán, sin apenas fuentes secundarias. Constituye asimismo no solo una introducción al pensamiento estético antiguo y clásico en amplio sentido, sino también la más vivaz y completa visión del pensamiento estético europeo realizada en su tiempo y, por lo demás, una reconstrucción original e insustituible de las ideas estéticas en España desde la Edad Media hasta el siglo XIX .
La crítica más reciente ha discernido en Historia de las ideas estéticas en España la invención de la "Historia de las ideas estéticas" y, por inclusión, en general de la "Historia de las ideas", género intelectual decisivo para la cultura humanística moderna. Esta nueva perspectiva, entre otras cosas, otorga a la estética española un lugar relevante, que no había sido tomado en cuenta, tanto en el proceso de formación de las disciplinas humanísticas modernas como en el de autonomización y desarrollo de la disciplina estética emprendido en el temprano siglo XVIII por los empiristas ingleses y, sobre todo, Baumgarten en Alemania, para madurar historiográficamente en tiempos de la escuela poshegeliana.